# Amuraralia
Amuraralia (Aralia continentalis) är en araliaväxtart som beskrevs av Masao Kitagawa. Amuraralia ingår i släktet Aralia och familjen Araliaceae. Inga underarter finns listade.

## Bildgalleri

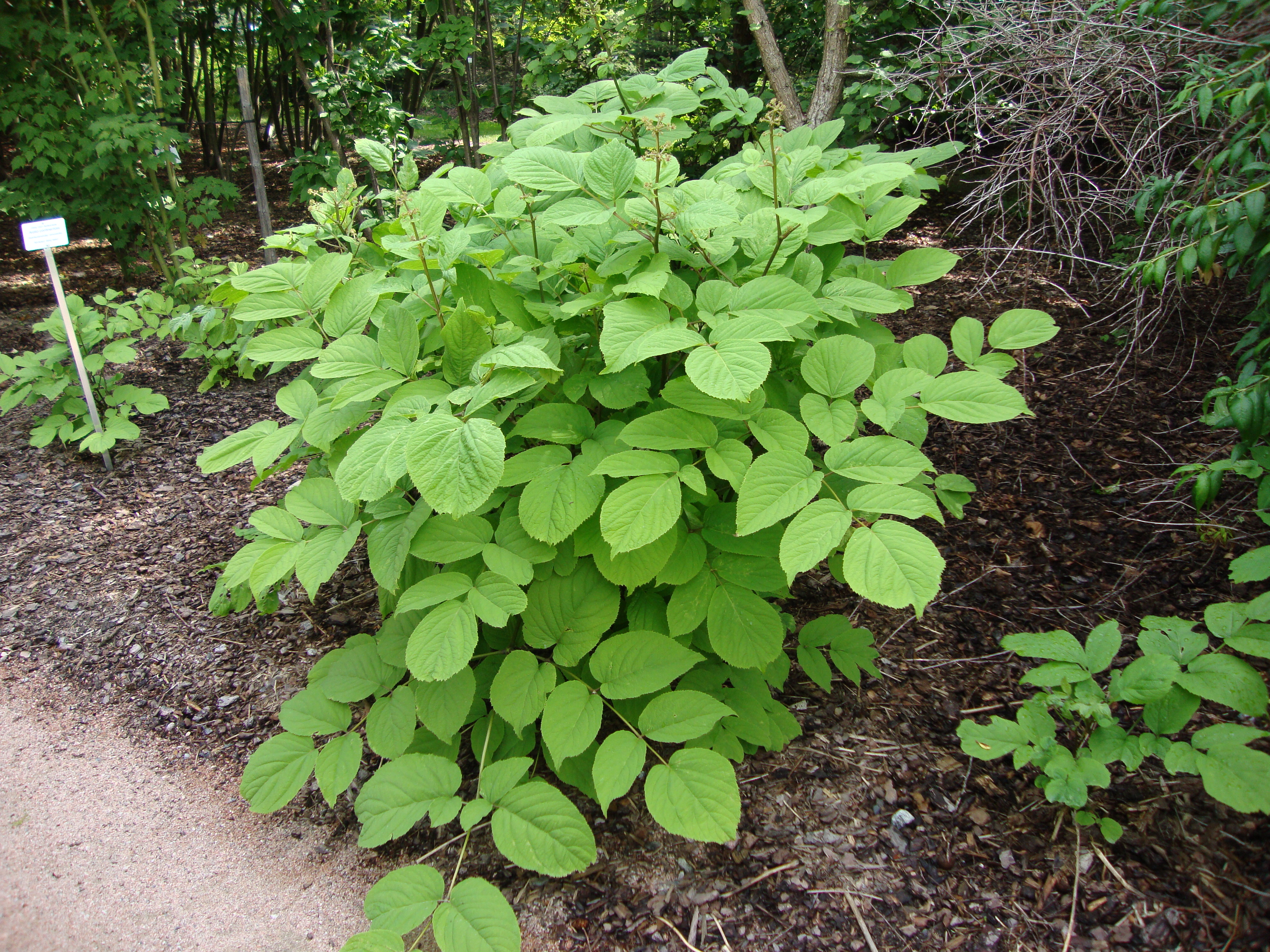
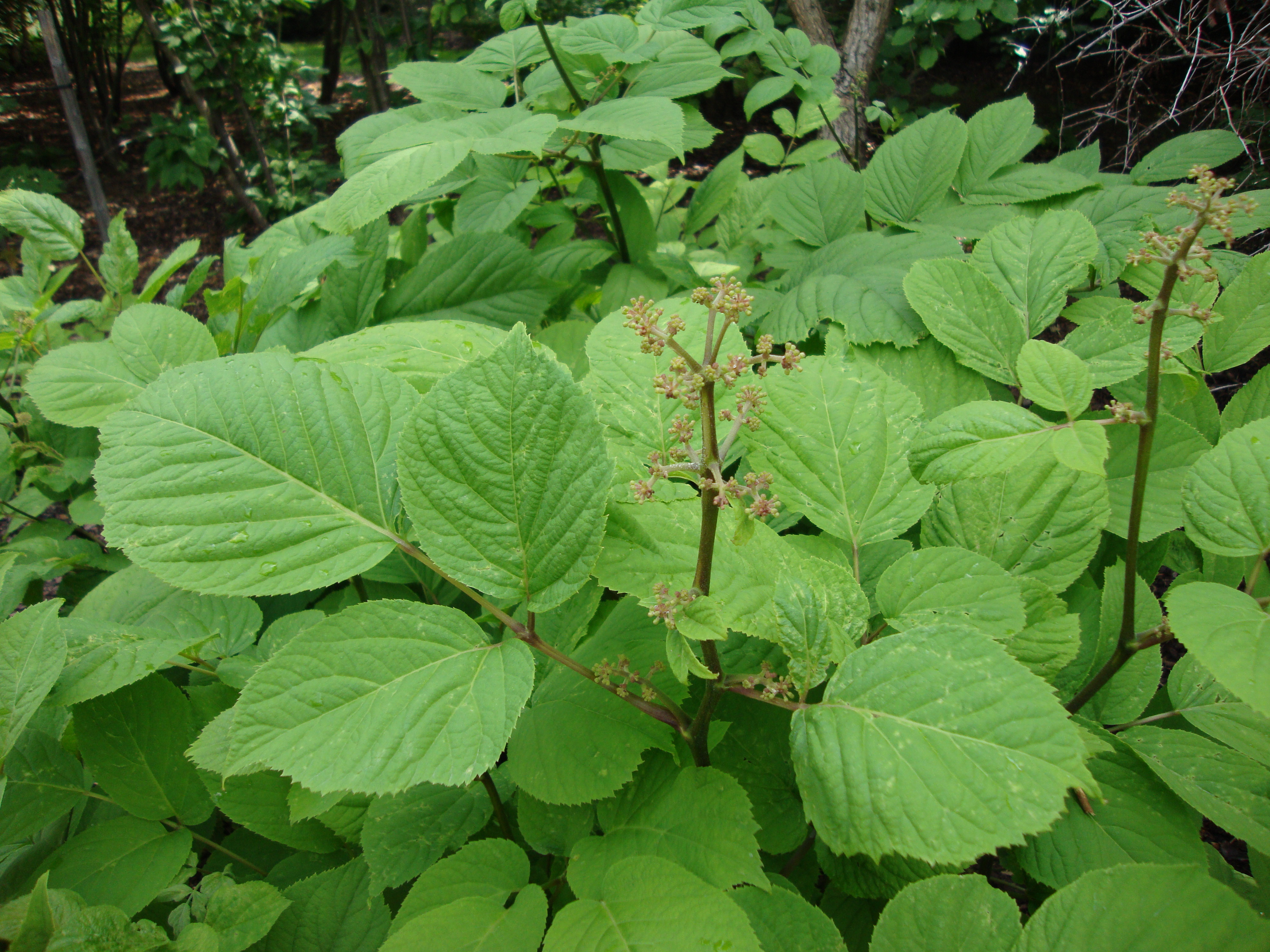